# IABG
IABG (Industrieanlagen-Betriebsgesellschaft mbH) és una empresa alemanya d'anàlisi i proves localitzada a Ottobrunn, Múnic (Alemanya.

## Història
La companyia va ser fundada el 1961 com a iniciativa del govern federal per formar una central d'anàlisi i proves pel ministeri de defensa i la indústria de l'aviació. En 1973 es va posar en marxa un gran projecte inicial per a les proves d'assaig de fatiga de totes les peces del primer model Airbus, el A300. En 1992 van començar les proves a gran escala del coet europeu Ariane 5. En 1993 es va privatitzar l'empresa i ara està a càrrec dels seus propietaris. Un dels projectes més famosos són les proves de fatiga de les parts corresponents a l'Airbus A380, que l'empresa va efectuar entre 2004 i 2012 a Dresden. El 2013 l'empresa comptava amb 1.000 treballadors en 18 localitzacions alemanyes i internacionals amb una facturació total de 172,4 milions d'euros.
En 2014, Edward Snowden va identificar a través de documents secrets robats, que el Servei Secret Britànic (GCHQ) va provar de hackejar una Estació Terrestre Satelital de IABG.
A principis de 2014, l'empresa va posar en marxa la seva ubicació a Erding l'operació experimental contínua de l'Airbus A350 XWB EW (EW=Extra Wing).

## Camps de negocis

### Automoció
En el camp de l'automoció ha participat en l'anàlisi del desenvolupament i proves tècniques per a diversos fabricants automobil·lístics. Per a això IABG opera com acreditador d'acord amb les normes del centre de proves. En aquest marc també inclou el desenvolupament i el muntatge de bancs de proves.

### Comunicacions
L'empresa es va iniciar en el camp de les comunicacions a partir de 1989. IABG planeja, integra i opera complexos sistemes de comunicacions i tecnologies de la informació (TI) des de la introducció al manteniment el seu cicle de vida. Els serveis oferts s'inclouen els conceptes de seguretat i models de costos per optimitzar la seguretat i l'eficiència dels sistemes TIC.
Abans de la seva privatització, entre altres temes, l'empresa va participar en la redacció importants llibres especialitzats en seguretat de la informació. És a dir, aquestes obres són el IT-Sicherheitskriterien (ITSK), el IT-Evaluationshandbuch (ITEHB) i el IT-Sicherheitshandbuch (ITSHB). Les obres publicades en 1989, 1990 i 1992. Entre els seguidors d'aquestes obres inclouen la Common Criteria (publicat en 1996) i el IT-Grundschutzhandbuch en 1994.

### Mobilitat, Energia i medi ambient
En mobilitat, l'empresa participa en el camp de la tecnologia dels vehicles i el trànsit, la conducció dinàmica i el confort en la conducció. Aquí s'inclou càlculs de proves estructurals d'electromobilitat, dinàmiques i acústiques i els seus components. A més, s'examina les possibilitats de transferència de la tecnologia de levitació magnètica per a aplicacions com el transport privat.
En energia s'ofereixen diverses solucions per l'electromobilitat i la transició energètica. L'enfocament aquí és en el desmantellament de les centrals nuclears i la reconversió de les instal·lacions nuclears així com la qualificació i l'enginyeria d'aerogeneradors.
En el camp del medi ambient, l'empresa concentra la geoinformació i l'enginyeria medioambiental. En la localització d'IABG a Dresden es determinen i interpreten les dades geoespacials d'IABG, p. ex.; per al control de zones d'inundació, la planificació mòbil o de cadastre municipal.

### Aviació

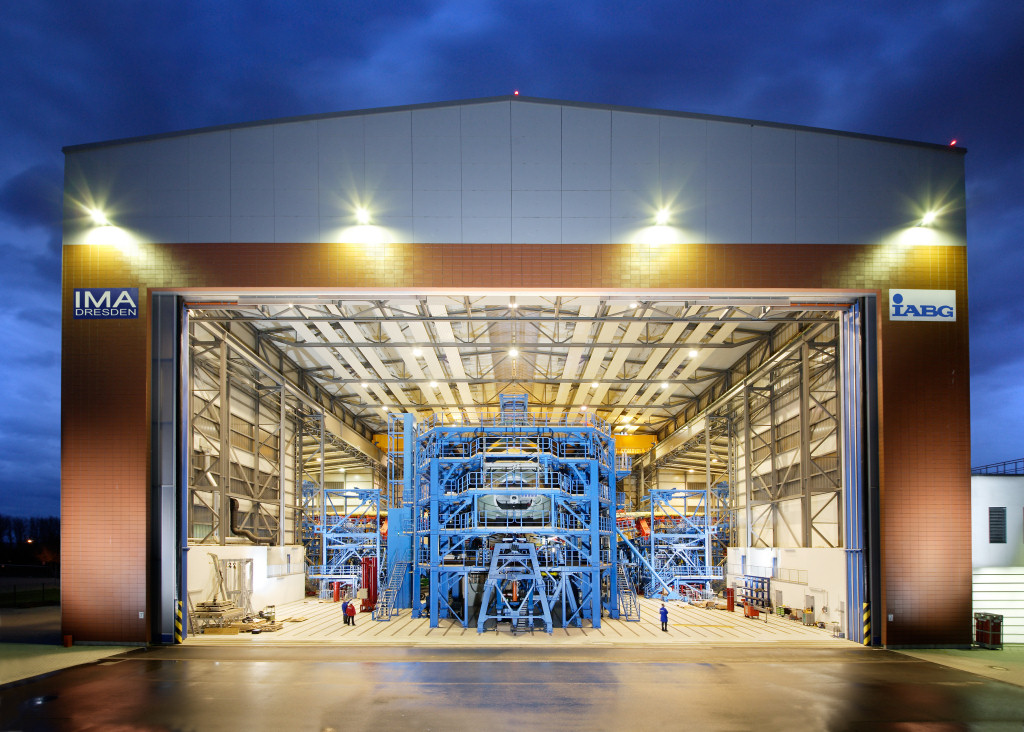
Prova estructural de l'Airbus A380 d'IABG i IMA Dresden

La companyia prova avions i subconjunts individuals per analitzar la resistència i la durabilitat. Aquestes proves inclouen la durabilitat i seguretat, conceptes de prova i programes, simulació de prova, proves de càrrega estàtiques, proves de fatiga en línia completa i subestructures, assaig de materials i assajos no destructius. Alguns dels projectes importants van ser les proves de fatiga estructural de l'Airbus A380 (finalitzades en 2012), els assaigs de fatiga en l'estructura general del transportador militar A400M, les proves d'extensió de la vida útil de l'A320 així com les proves de fatiga estructural de l'A350 XWB.

### Vol espacial
La companyia porta a terme proves de qualificació coordinades pels llançadors espacials de l'ESA, com el tram superior de l'Ariane 5 i Vega, satèl·lits com l'SWARM, LISA Pathfinder i Sentinel-2A i altres estructures espacials. Aquests inclouen proves mecàniques, tèrmiques i acústiques, la determinació de les propietats de massa, així com serveis de suport a l'enginyeria i la gestió de la qualitat.

### Defensa i seguretat
En el segment de defensa i seguretat inclou solucions per als problemes de protecció i seguretat, per a la prevenció i resposta a perills com ara Ciberterrorisme i atacs a infraestructures crítiques.

## Accions i propietat
En efecte de l'1 de gener de 2010 es va formar SCHWARZ Holding GmbH (87,4% del capital social) juntament amb IABG Mitarbeiterbeteiligungs AG (MBAG, 12,6% del capital social) del grup d'accionistes d'IABG.

## Empreses col·laboradores
- Acentiss GmbH, Ottobrunn
- Alawe Vermietungs GmbH & Co KG, Wiesbaden
- BIGS gGmbH, Potsdam
- B.I.M. GmbH, Ottobrunn
- European Test Services B.V. (ETS), Països Baixos / Noordwijk
- EXTEDO GmbH, Ottobrunn
- IABG Innovationen GmbH, Ottobrunn
- INTIS GmbH, Hamburg
- MEADS LLC, EUA / Huntsville
- StratCons Strategic Consulting GmbH, Bonn